# Initiative populaire « Pour un financement équitable des transports »
L'initiative populaire  « Pour un financement équitable des transports » est une initiative populaire fédérale suisse, rejetée par le peuple et les cantons le 5 juin 2016.

## Contenu
L'initiative propose de modifier l'article 86 de la Constitution fédérale pour préciser que la Confédération affecte le  « produit net de l’impôt à la consommation sur les carburants, [..] et le produit net de la redevance pour l’utilisation des routes nationales » en totalité et uniquement à des mesures en faveur de la circulation routière (entretien des autoroutes, participation à l'entretien des routes cantonales, mesures pour améliorer le transport dans les villes, ...). De même, elle demande également que l’impôt à la consommation sur les carburants d’aviation soit entièrement affecté à des dépenses « liées au trafic aérien ».
Le texte complet de l'initiative peut être consulté sur le site de la Chancellerie fédérale.

## Déroulement

### Contexte historique
La première forme de taxation de la benzine sur le plan fédéral se trouve dans la Constitution fédérale du 29 mai 1874 sous la forme d'un droit de péage ; le produit de ces droits de douane était alors simplement reversé dans la caisse fédérale et servait à financer des tâches générales de la Confédération. C'est dans les années 1920 que la Confédération commence à reverser un quart de ce produit au cantons pour financer la construction et l'entretien des routes et des infrastructures routières, alors entièrement entre leurs mains. Par la suite, différents objets bénéficiaires de ce produit sont successivement ajoutés, comme par exemple la participation fédérale aux mesures permettant d'améliorer les infrastructures de transport en ville (3 octobre 2003). La part obligatoirement affectée à des tâches en rapport avec la circulation routière s'élève, depuis 1983, à 50 % du montant total perçu.
Parallèlement, c'est le 18 juin 1993 qu'un arrêté fédéral transforme les droits de douane sur les carburants en un impôt sur les huiles minérales en accord avec les traités de libre-échange signés par la Suisse dans le cadre de l'OMC qui prévoyaient la suppression des droits de douane protecteurs ou fiscaux ; cet arrêté n'a cependant pas changé l’affectation des recettes.

### Récolte des signatures et dépôt de l'initiative
La récolte des 100 000 signatures débute le 5 mars 2013. L'initiative est déposée le 10 mars 2014 à la Chancellerie fédérale, qui constate son aboutissement le 1er avril de la même année.

### Discussions et recommandations des autorités
Le Conseil fédéral et le parlement recommandent tous deux de refuser cette initiative. Le premier, dans son message aux chambres, relève que « l’affectation de la totalité des impôts sur les huiles minérales grevant les carburants compromettrait l’exécution d’autres tâches de la Confédération » et forcerait à mettre en place « un programme d’économies de l’ordre de 1,5 milliard de francs » dans différents domaines, parmi lesquels la recherche (125 millions), le transport régional (40 millions) et l'environnement (25 millions).
Le parlement met, de son côté, en doute l'affirmation du comité d’initiative selon lequel « les redevances et autres impôts routiers s’élèvent à 9 milliards de francs et qu’ils sont détournés en grande partie de leur véritable destination », en relevant que ce calcul inclut également la TVA perçue sur les voitures et les carburants.

### Votation
Soumise à la votation le 5 juin 2016, l'initiative est refusée par la totalité des 26 cantons, et par 70,8 % des suffrages exprimés. Le tableau ci-dessous détaille les résultats par canton :